# Ноадия
Ноади́я (др.-евр. נועדיה‬, означает «предопределённый Богом») — библейский персонаж, лжепророчица, жившая во время Неемии.

## Библейское повествование
Ноадия была при партии Санаваллата и старалась вместе с ним и Товией запугать Неемию, чтобы последний не восстановил иерусалимские стены. План Санаваллата не удался, Неемия закончил строить стены на 52 день.

## Цитаты
«Помяни, Боже мой, Товию и Санаваллата по сим делам их, а также пророчицу Ноадию и прочих пророков, которые хотели устрашить меня! Стена была совершена в двадцать пятый день месяца Елула, в пятьдесят два дня» (Неем. 6:14, 15).